# Stenopyga tenera
Stenopyga tenera är en bönsyrseart som beskrevs av Werner 1908. Stenopyga tenera ingår i släktet Stenopyga och familjen Mantidae. Inga underarter finns listade i Catalogue of Life.